# Strzeniówka
Strzeniówka – wieś sołecka w Polsce położona w województwie mazowieckim, w powiecie pruszkowskim, w gminie Nadarzyn.

## Opis
W 1827 roku w Strzeniówce było 14 domów i 100 mieszkańców . Pod koniec XIX wieku Strzeniówka wchodziła w skład powiatu błońskiego i gminy Nadarzyn. Prócz wsi nazwę tę nosił również folwark należący do dóbr Helenów.
W latach 1975–1998 miejscowość administracyjnie należała do województwa warszawskiego. W 2011 Strzeniówkę zamieszkiwały 764 osoby.